# Kungsgårdens herrgård
För andra betydelser, se Kungsgården.
Kungsgårdens herrgård är en herrgårdsbyggnad i Ovansjö socken i Sandvikens kommun.
Brukspatronen David af Uhr övertog vid sin fars frånfälle 1763 skötseln av egendomen.